# Schattenblumen
Die Schattenblumen oder Schattenblümchen (Maianthemum) sind eine Pflanzengattung innerhalb der Familie der Spargelgewächse (Asparagaceae).

## Beschreibung

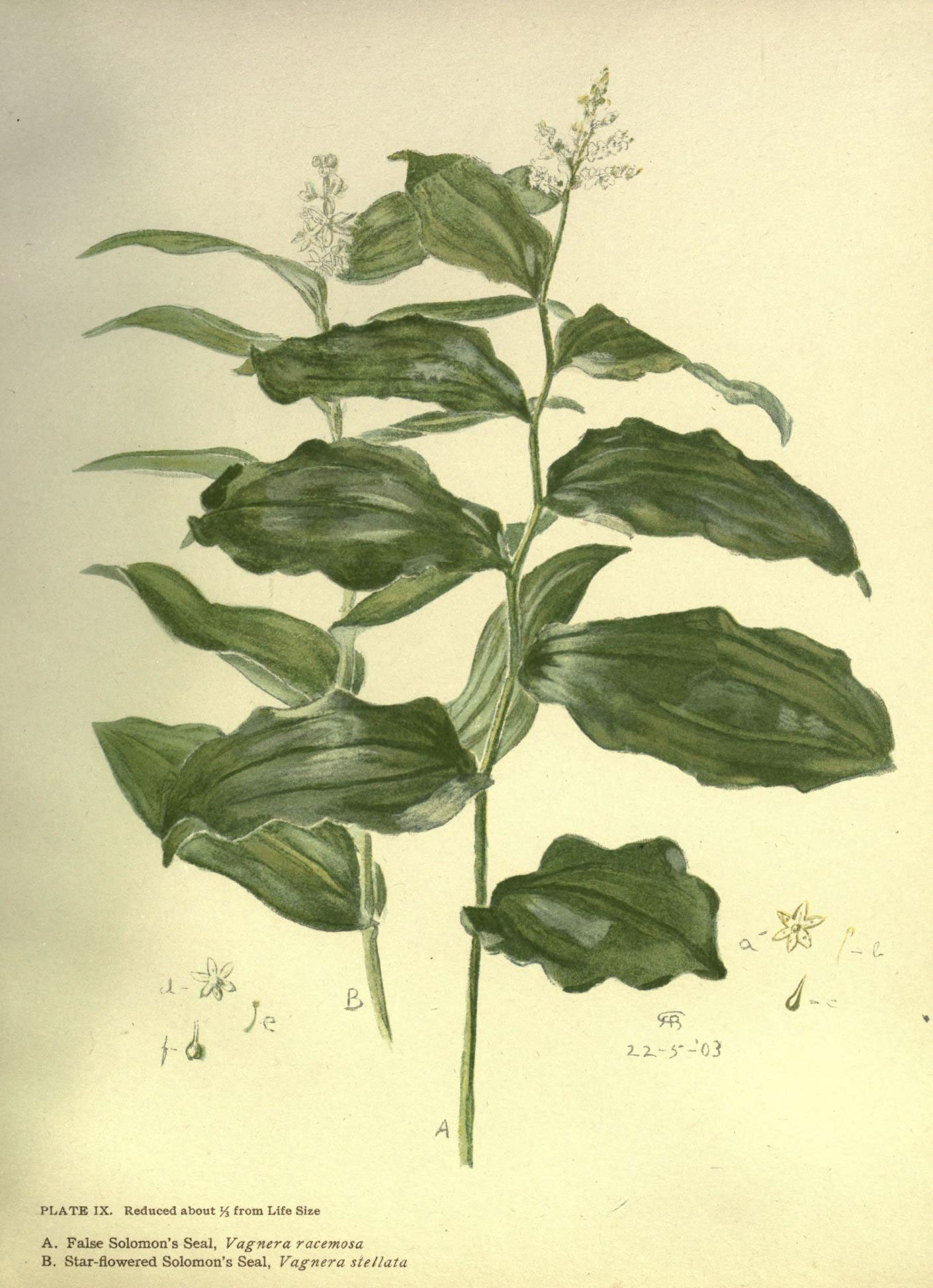
Illustration des Sternförmigen Duftsiegel (Maianthemum stellatum) in Lilies and orchids, Tafel IX

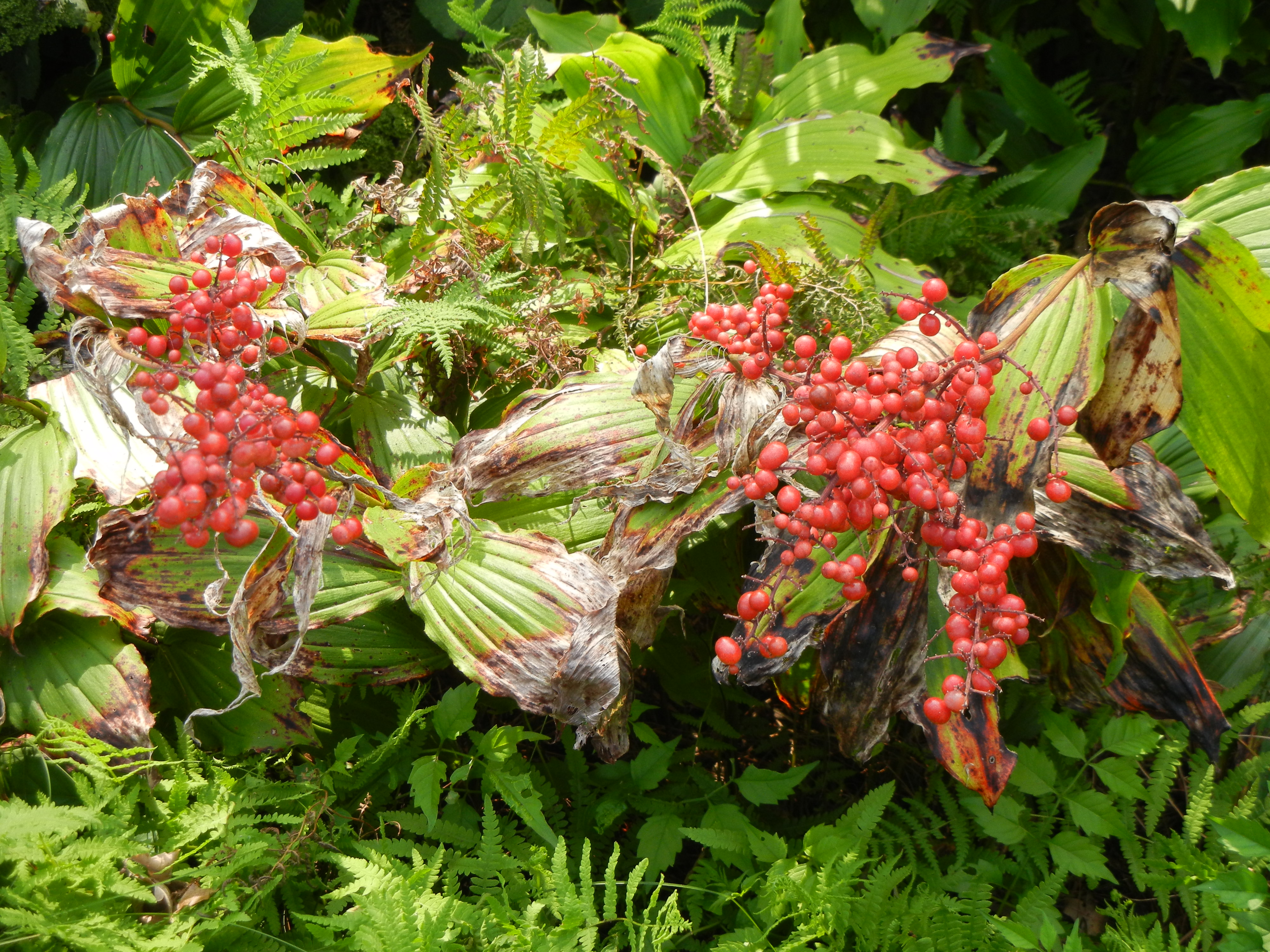
Rote Früchte von Maianthemum racemosum

### Vegetative Merkmale
Bei Maianthemum-Arten handelt es sich um ausdauernde krautige Pflanzen. Aus dem unterirdischen Rhizom wachsen unverzweigte, aufrechte Stängel. An diesen Stängeln stehen zwei bis fünfzehn wechselständige, sitzende bis kurz gestielte Laubblätter. Die Blattspreiten sind bei den meisten Arten elliptisch bis eiförmig, spitz bis geschwänzt und feingezähnt bis ganzrandig.

### Generative Merkmale
Die in der Regel vielblütigen rispigen oder traubigen Blütenstände sind endständig. Die kurze gestielten, zwittrigen und drei- oder zweizähligen Blüten sind bei Durchmessern von einigen Millimetern radiärsymmetrisch. Die ausgebreitete Blütenhülle besteht aus sechs (bei Smilacina) oder vier (Maianthemum s. str.) weißen Blütenhüllblättern. Es sind 4 oder 6 Staubblätter vorhanden. Der Fruchtknoten ist oberständig mit kurzem Griffel und gelappter Narbe, es sind Nektarien am Fruchtknoten vorhanden.
Bei alle Arten sind  die Beerenfrüchte bei Reife rot. Es sind bis zu 12 Samen enthalten.

## Standortansprüche
Die meisten Arten ziehen feuchte, schattige Plätze in dichten Wäldern und in Tälern vor.

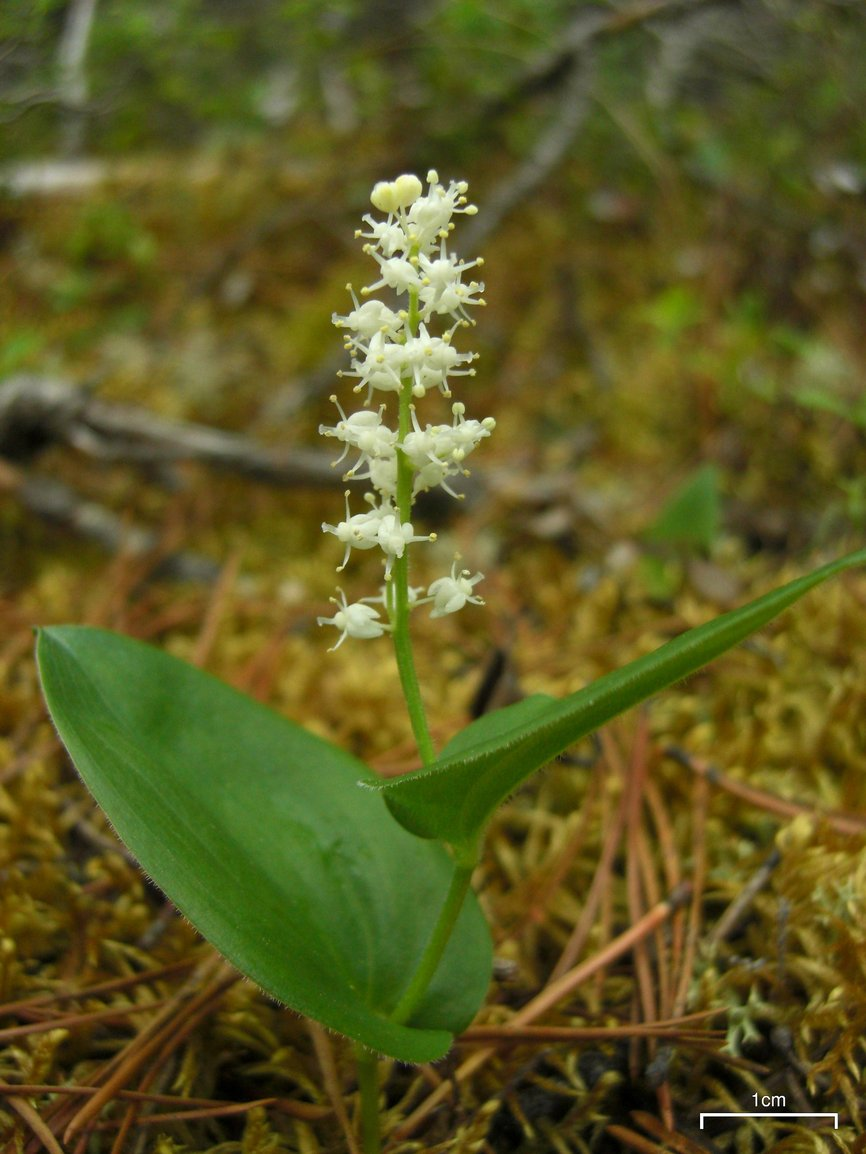
Einfacher Blütenstand von Maianthemum canadense

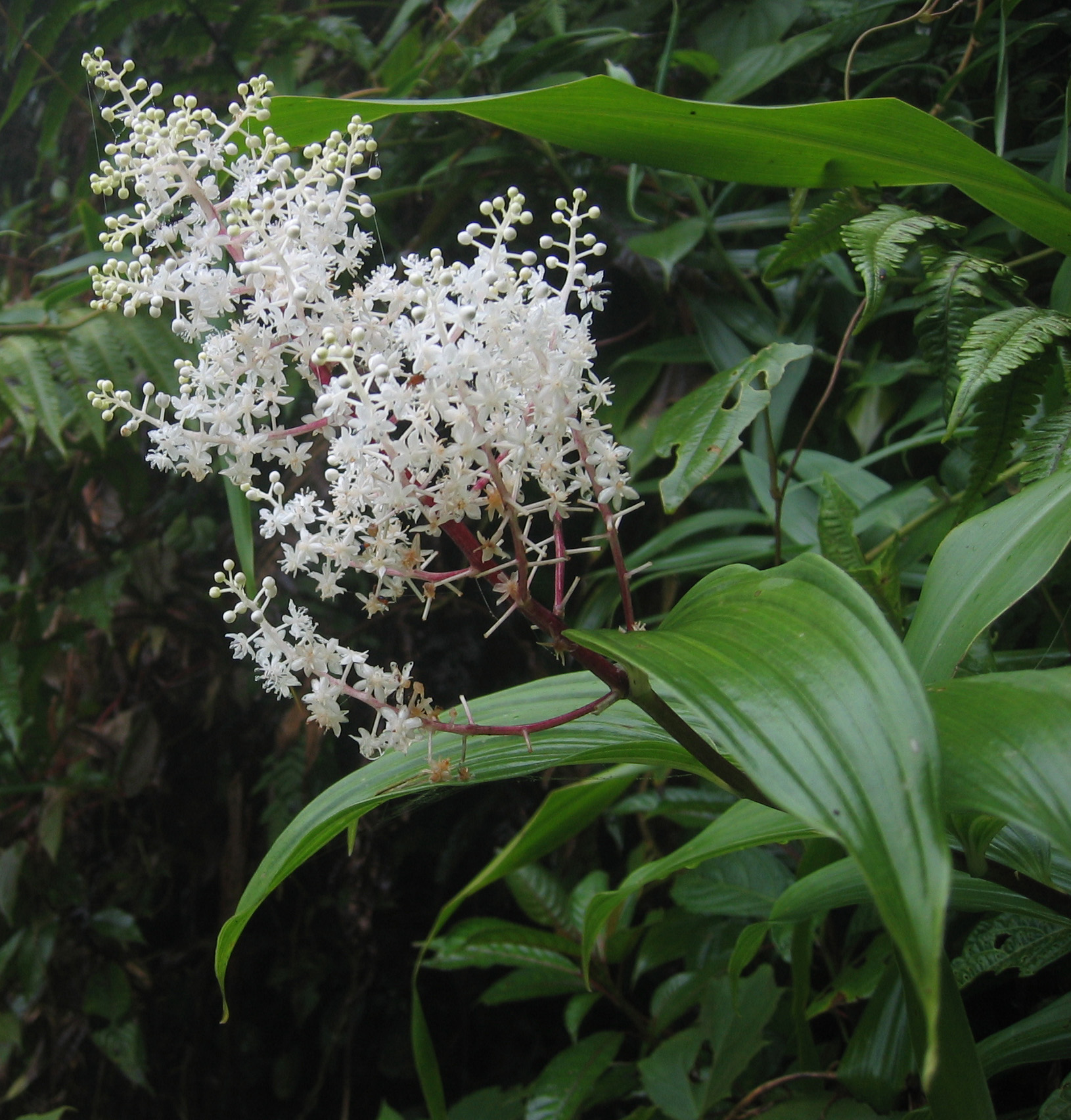
Verzweigter Blütenstand von Maianthemum gigas

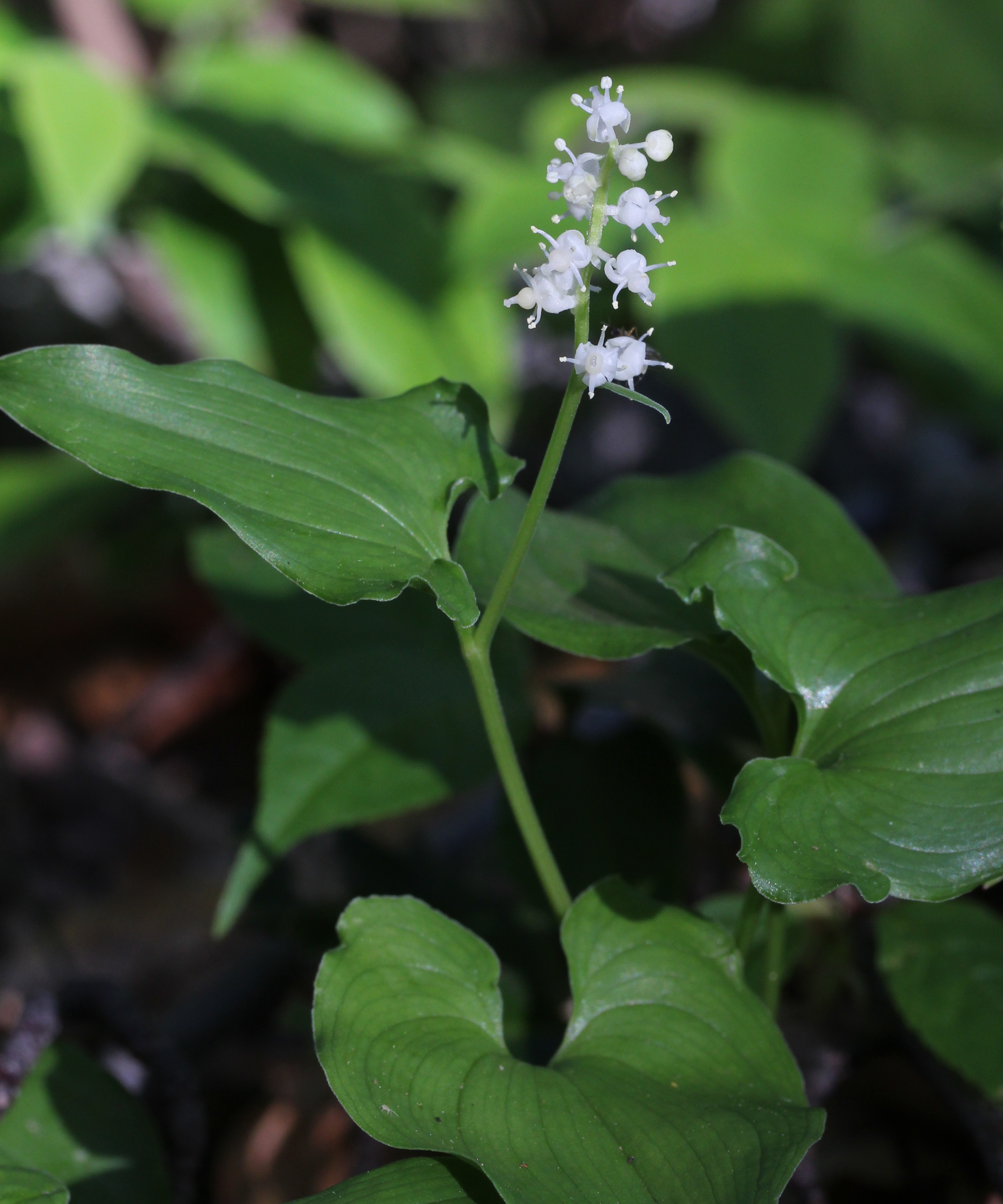
Einfacher Blütenstand Maianthemum dilatatum
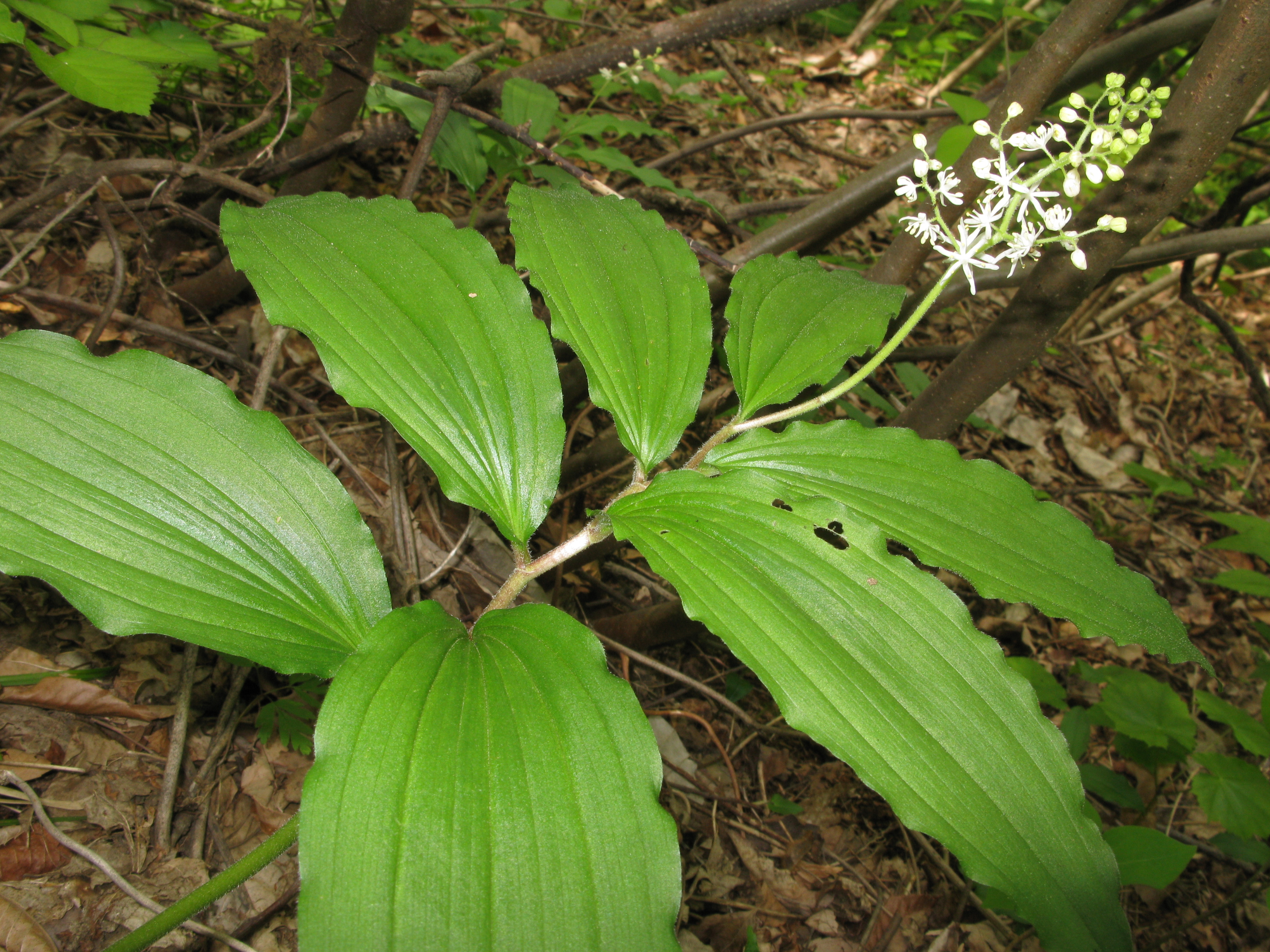
Maianthemum japonicum
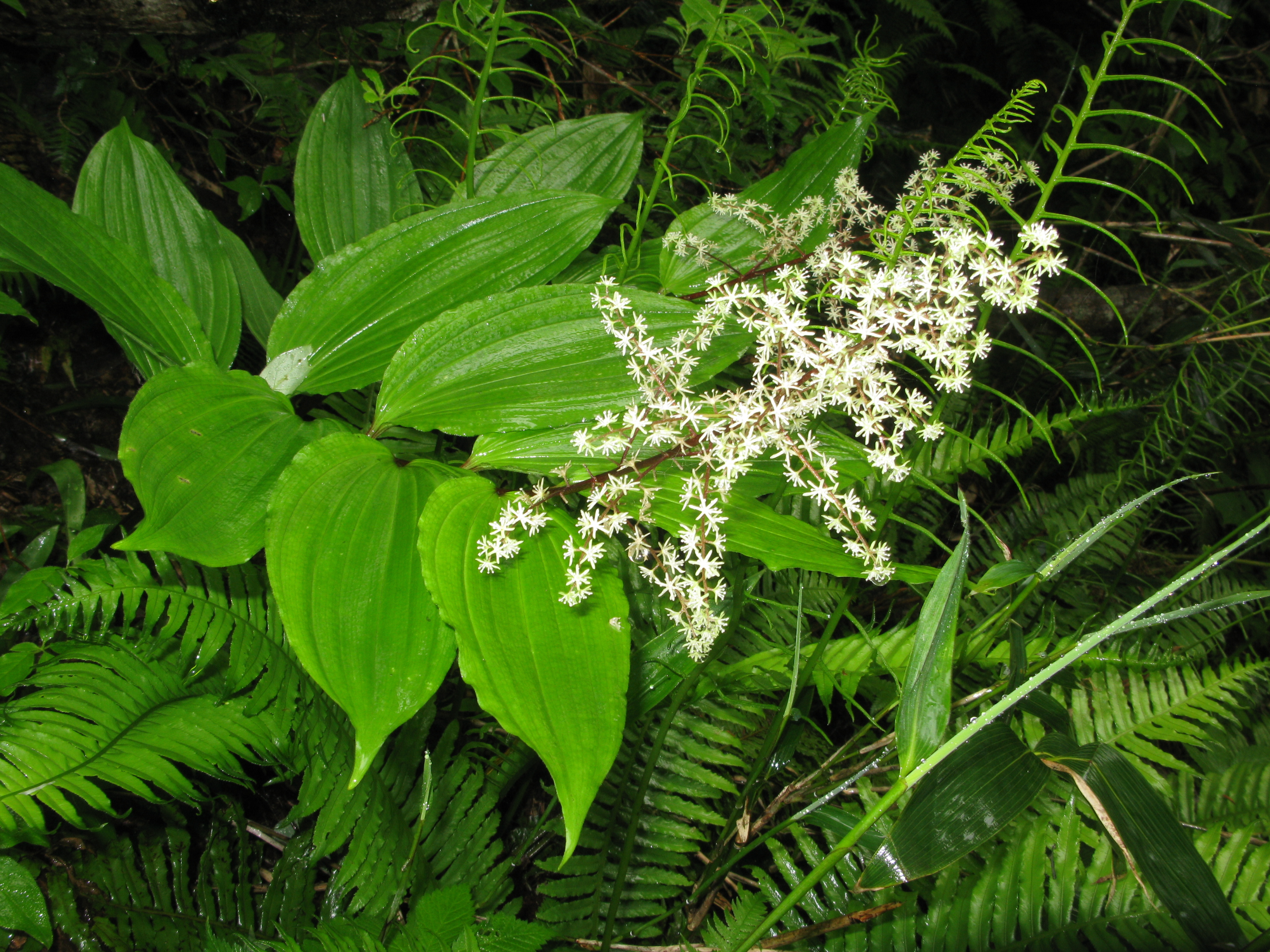
Verzweigter Blütenstand von Maianthemum hondoense
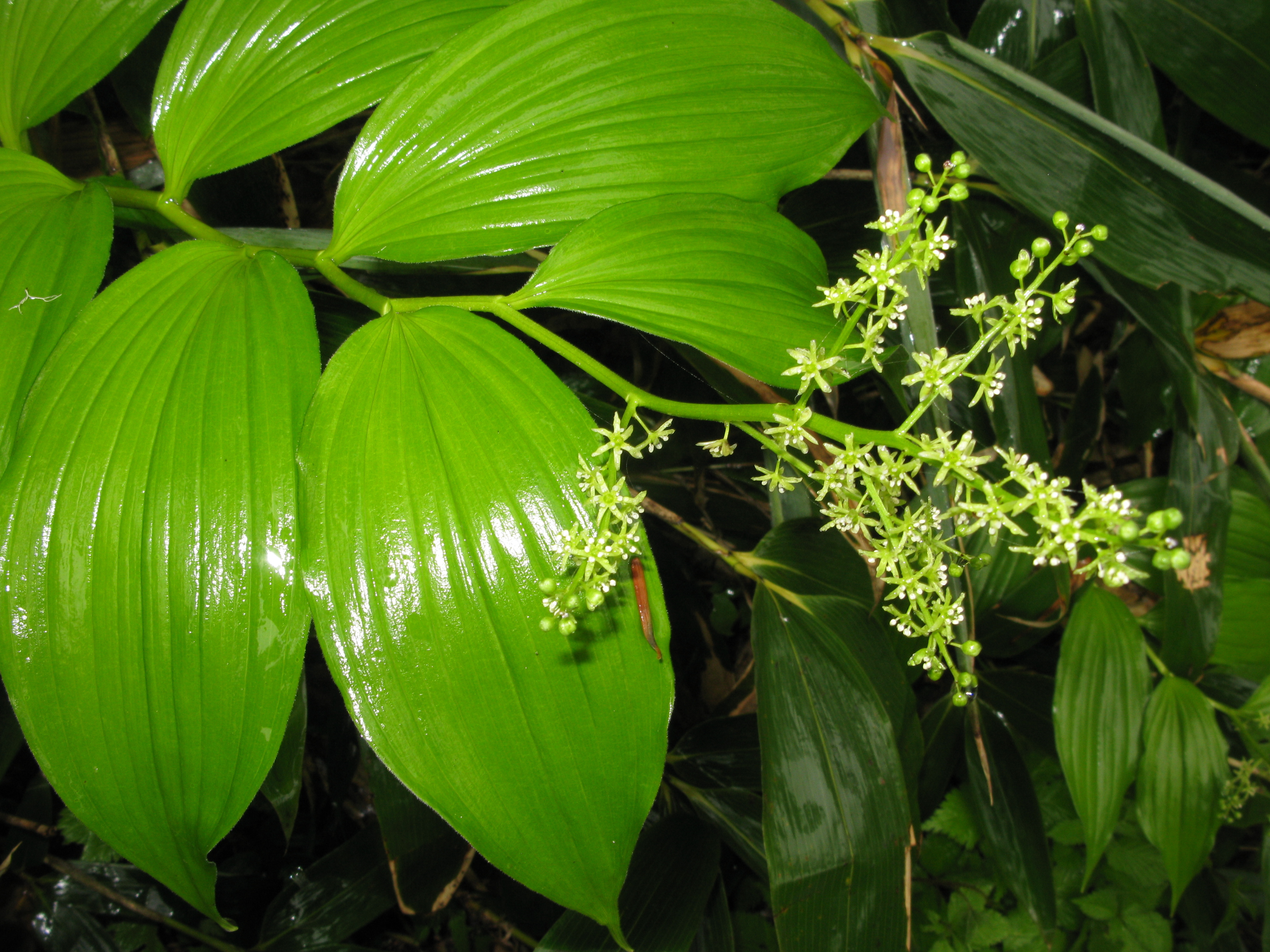
Verzweigter Blütenstand von Maianthemum yesoense
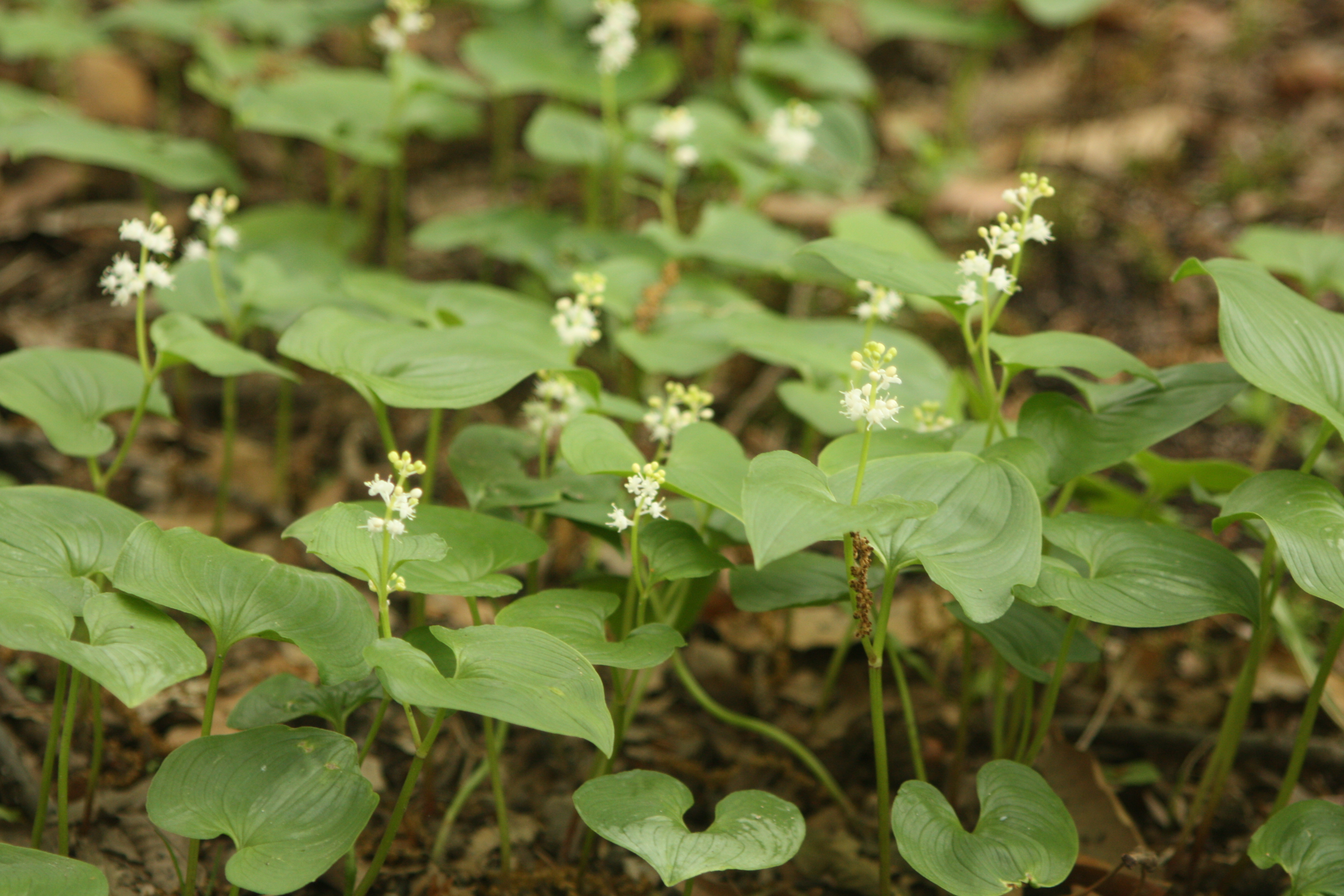
Maianthemum bifolium mit vegetativer Vermehrung

## Systematik und Verbreitung
Ursprünglich bestand die Gattung, die deutliche Ähnlichkeiten mit den Maiglöckchen (Convallaria) und den Weißwurzen (Polygonatum) zeigt, aus lediglich drei Arten (Maianthemum bifolium, Maianthemum canadense und Maianthemum dilatatum). Genetische Untersuchungen zeigten jedoch eine so starke Ähnlichkeit mit den Pflanzenarten der Gattung Smilacina (auf Deutsch „Falsche Salomonssiegel“ oder ebenfalls „Schattenblumen“), dass vielen Autoren die beiden Gattungen unter dem Namen Maianthemum vereinigt haben. Diese Gattung besteht nun aus etwa 40 Arten. Andere Autoren aber trennen sie weiterhin aufgrund morphologischer Unterschiede und der geographischen Verbreitung.
Die drei Arten der ursprünglichen Gattung Maianthemum (Maianthemum bifolium, Maianthemum canadense und Maianthemum dilatatum) wachsen in den kühleren gemäßigten Gebieten Nordamerikas und Eurasiens. Die Arten der ursprünglichen Gattung Smilacina in den gemäßigten bis subtropischen Gebieten Nordamerikas und Ostasiens.
Ursprünglich wurde die Gattung wie viele andere den Liliengewächsen (Liliaceae) zugerechnet. Später wurde sie in die Maiglöckchengewächse (Convallariaceae) eingeordnet, die inzwischen wiederum von vielen Autoren in die Mäusedorngewächse (Ruscaceae) und mit ihnen in die Unterfamilie Nolinoideae der Spargelgewächse (Asparagaceae) eingegliedert werden.
Folgende Arten werden zu Maianthemum gestellt:
- Maianthemum amoenum (H.L.Wendl.) LaFrankie: Sie ist von Mexiko bis Honduras verbreitet.[1]
- Maianthemum atropurpureum (Franch.) LaFrankie: Sie kommt in den chinesischen Provinzen Sichuan und Yunnan vor.[1]
- Maianthemum bicolor (Nakai) Cubey: Sie kommt in Korea vor.[1]
- Zweiblättrige Schattenblume (Maianthemum bifolium (L.) F.W.Schmidt): Sie kommt in den gemäßigten Zonen Eurasiens vor.[1]
- Maianthemum canadense Desf.: Sie ist in Nordamerika verbreitet.[1]
- Maianthemum comaltepecense Espejo, López-Ferr. & Ceja: Sie kommt nur im mexikanischen Bundesstaat Oaxaca vor.[1]
- Maianthemum dahuricum (Turcz. ex Fisch. & C.A.Mey.) LaFrankie: Sie kommt von Sibirien bis Korea vor.[1]
- Maianthemum dilatatum (Alph.Wood) A.Nelson & J.F.Macbr.: Sie kommt von der Mongolei bis Japan und von Alaska bis Kalifornien vor.[1]
- Maianthemum flexuosum (Bertol.) LaFrankie: Sie ist von Mexiko bis Nicaragua verbreitet.[1]
- Maianthemum formosanum (Hayata) LaFrankie: Sie kommt nur in Taiwan vor.[1]
- Maianthemum forrestii (W.W.Sm.) LaFrankie: Dieser Endemit kommt nur im nordwestlichen Yunnan vor.[1]
- Maianthemum fusciduliflorum (Kawano) S.C.Chen & Kawano: Sie kommt von Myanmar und Tibet bis China verbreitet.[1]
- Maianthemum fuscum (Wall.) LaFrankie: Sie kommt von Nepal bis Myanmar und China vor.[1]
- Maianthemum gigas (Woodson) LaFrankie. Die zwei Varietäten sind von Mexiko bis Panama verbreitet.[1]
- Maianthemum gongshanensis (S.Yun Liang) H.Li: Dieser Endemit kommt nur im nordwestlichen Yunnan vor.[1]
- Maianthemum harae Y.H.Tseng & C.T.Chao: Sie wurde 2012 aus Taiwan erstbeschrieben.[1]
- Maianthemum henryi (Baker) LaFrankie: Sie kommt in China, Myanmar und Vietnam vor.[1]
- Maianthemum hondoense (Ohwi) LaFrankie: Dieser Endemit kommt nur auf der japanischen Insel Honshu vor.[1]
- Maianthemum ×intermedium Vorosch. = Maianthemum bifolium × Mainathemum dilatatum. Sie kommt von Sibirien bis Russlands fernen Osten vor.[1]
- Maianthemum japonicum (A.Gray) LaFrankie (Syn.: Smilacina japonica A.Gray): Sie kommt von Russlands fernen Osten bis China, Japan und Korea vor.[1]
- Maianthemum lichiangense (W.W.Sm.) LaFrankie: Sie kommt in China vor.[1]
- Maianthemum macrophyllum (M.Martens & Galeotti) LaFrankie: Sie kommt in Mexiko vor.[1]
- Maianthemum mexicanum García Arév.: Sie kommt im mexikanischen Bundesstaat Durango vor.[1]
- Maianthemum monteverdense LaFrankie: Sie kommt in Nicaragua und Costa Rica vor.[1]
- Maianthemum nanchuanense H.Li & J.L.Huang: Sie kommt im südöstlichen Sichuan vor.[1]
- Maianthemum oleraceum (Baker) LaFrankie: Sie kommt von Nepal bis China und Myanmar vor.[1]
- Maianthemum paludicola LaFrankie: Sie kommt in Costa Rica vor.[1]
- Maianthemum paniculatum (M.Martens & Galeotti) LaFrankie: Sie kommt von Mexiko bis Panama vor.[1]
- Maianthemum purpureum (Wall.) LaFrankie: Sie kommt vom Himalaja bis Yunnan vor.[1]
- Duftsiegel (Maianthemum racemosum (L.) Link, Syn.: Smilacina racemosa (L.) Desf.). Mit zwei Unterarten. Sie kommt in Nordamerika von Alaska bis Mexiko vor.[1]
- Maianthemum robustum (Makino & Honda) LaFrankie: Sie kommt auf der japanischen Insel Honshu vor.[1]
- Maianthemum salvinii (Baker) LaFrankie: Sie kommt vom südöstlichen Mexiko bis Guatemala vor.[1]
- Maianthemum scilloideum (M.Martens & Galeotti) LaFrankie: Sie kommt von Mexiko bis Guatemala vor.[1]
- Sternförmiges Duftsiegel (Maianthemum stellatum (L.) Link, Syn.: Smilacina stellata (L.) Desf., Convallaria stellata L.): Sie ist in Nordamerika von Alaska bis Mexiko weitverbreitet.[1]
- Maianthemum stenolobum (Franch.) S.C.Chen & Kawano: Sie kommt in China vor.[1]
- Maianthemum szechuanicum (F.T.Wang & Tang) H.Li: Sie kommt in Sichuan und Yunnan vor.[1]
- Maianthemum tatsienense (Franch.) LaFrankie: Sie kommt von Bhutan bis Myanmar und China vor.[1]
- Maianthemum trifolium (L.) Sloboda: Sie kommt von Sibirien bis Korea und in Nordamerika vor.[1]
- Maianthemum tubiferum (Batalin) LaFrankie: Sie kommt von Qinghai bis China vor.[1]
- Maianthemum yesoense (Franch. & Sav.) LaFrankie: Sie kommt im nördlichen und zentralen Japan vor.[1]

## Nutzung
Einige Arten der früheren Gattung Smilacina werden manchmal als Zierpflanzen genutzt.

### Ethnobotanik
Die Indianerstämme der Ojibwa und Potawatomi verwenden die nordamerikanische Art Maianthemum canadense als Analgetikum und zur Behandlung der Nieren und des Rachens. Auch die Arten Maianthemum dilatatum, Maianthemum racemosum und Maianthemum stellatum vom selben Kontinent dienten oder dienen als Heilpflanzen, sowie ihre Früchte als Nahrung.
In Nepal wird eine Wurzelzubereitung von Maianthemum fuscum bei Knochenbrüchen aufgetragen, und die Blätter von Maianthemum purpureum werden als Gemüse gegessen.